# Laurent Terzieff
Pour les articles homonymes, voir Terzieff.
Laurent Terzieff, né le 27 juin 1935 à Toulouse (Haute-Garonne) et mort le 2 juillet 2010 à Paris 13e, est un acteur et metteur en scène français.

## Biographie

### Famille
Laurent Terzieff est le fils de Jean Terzieff (1894-1978), sculpteur russe venu de Bucarest (Roumanie) à Paris en 1919, et de Marina Terzieff, née Marie Lapasset (1905-1988), peintre française. Il est aussi le frère de la sculptrice Brigitte Terziev, de la réalisatrice Catherine Terzieff et du réalisateur Marc Terzieff.
Passionné par la philosophie et la poésie, il assiste, à 14 ans, à une représentation de La Sonate des spectres d'August Strindberg, dirigée par Roger Blin en 1949. Fasciné, il décide de devenir comédien.

### Débuts professionnels
Il débute sur scène, à dix-sept ans, au Théâtre de Babylone de Jean-Marie Serreau dans Tous contre tous d'Arthur Adamov, auteur et ami qu'il affectionne.
Yves Montand le fait engager pour un court rôle, au cinéma dans le film de Louis Saslavsky, Premier mai, en 1958. Puis l'ayant remarqué dans la fiction télévisée L'Affaire Weidmann, Marcel Carné l'engage, en 1958, pour l'un des rôles principaux du film Les Tricheurs. Cette première apparition sur grand écran le rend célèbre, sa personnalité atypique, son charisme et son talent étant immédiatement salués.
En 1961, il rencontre l'actrice Pascale de Boysson et fonde avec elle la Compagnie Laurent Terzieff.

### Passion pour le théâtre
Laurent Terzieff voua sa vie au théâtre, sa véritable passion, assoiffé de faire partager par l'intermédiaire de cet art, sa passion pour la poésie, et recherchant à travers lui « à contribuer à élargir la conscience de l'autre ». Selon lui, le théâtre était le lieu où l'on peut « faire se rencontrer le visible et l'invisible » : « Je pense que le monde visible n’est qu’une infime partie de la réalité. Comme pour l’iceberg, tout ce qui nous apparaît de l’univers n’est qu'une infime partie de la réalité. Il y a une autre réalité, le monde invisible. C'est ce monde invisible que le théâtre peut permettre d'entrapercevoir. »

Pour lui, le théâtre était aussi un moyen de faire « s'interroger l'homme sur lui-même et sur le monde dans lequel il vit » ; il disait : 

« Faire du théâtre, c'est se mettre à l'écoute du monde, pour en être la caisse de résonance. »

C'est dans cette quête, dans cette recherche qui ne cessa de lui tenir à cœur, que ses choix de metteur en scène et de comédien s'orientèrent presque exclusivement vers des auteurs contemporains. Il a ainsi brillamment contribué à faire connaître nombre d'entre eux, la plupart anglo-saxons (notamment Ronald Harwood, Brian Friel, Eugène O'Neill, Murray Schisgal).
Sa dernière interprétation au théâtre fut cependant celle de Philoctète, dans une version française écrite par Jean-Pierre Siméon.
Laurent Terzieff reçut le Molière du metteur en scène à deux reprises (Ce que voit Fox en 1988 et Temps contre temps en 1993), et à trois reprises le Molière du théâtre privé (Ce que voit Fox en 1988, Temps contre temps en 1993 et L'Habilleur en 2010).
Il reçoit également le Molière du comédien, en 2010, pour ses rôles dans L'Habilleur et Philoctète.
Il a également contribué au succès du Lucernaire au côté de Christian Le Guillochet.

### Carrière au cinéma
Parallèlement au théâtre, il poursuit une carrière cinématographique.
Sollicité par les meilleurs réalisateurs italiens, il joue le rôle d'un désœuvré dans Les Garçons de Bolognini (1959), écrit par Pasolini, qui lui confie plus tard le rôle du Centaure dans Médée. En 1961, il incarne un révolutionnaire dans Vanina Vanini de Roberto Rossellini et apparaît, en 1976, dans Le Désert des Tartares de Valerio Zurlini.
En France, il tourne, entre autres, trois films avec Claude Autant-Lara (dont Tu ne tueras point), puis La Prisonnière avec Henri-Georges Clouzot. Dans À cœur joie, il est le partenaire de Brigitte Bardot. Luis Buñuel le fait tourner dans La Voie lactée en 1969.
Terzieff travaille avec d'autres réalisateurs relevant du cinéma d'auteur ou d'art et d'essai, comme Philippe Garrel (quatre films dont Le Révélateur, tourné en mai 1968), et Jean-Luc Godard (Détective en 1985).
Après les années 1980, bien que plus rare sur les écrans, il tourne dans différents films, en particulier le rôle d'un trotskiste dans Rouge Baiser, d'un militant anarchiste dans Germinal (1993), d'un personnage ambivalent dans Mon petit doigt m'a dit de Pascal Thomas (2005).

### Engagements
Politiquement engagé, il signe, en 1960 le manifeste des 121 contre la guerre d'Algérie » et, en 2002, la pétition « Pas en notre nom » contre la guerre d'Irak, sans pourtant appartenir, selon ses propres mots, à la « race des signeurs ».

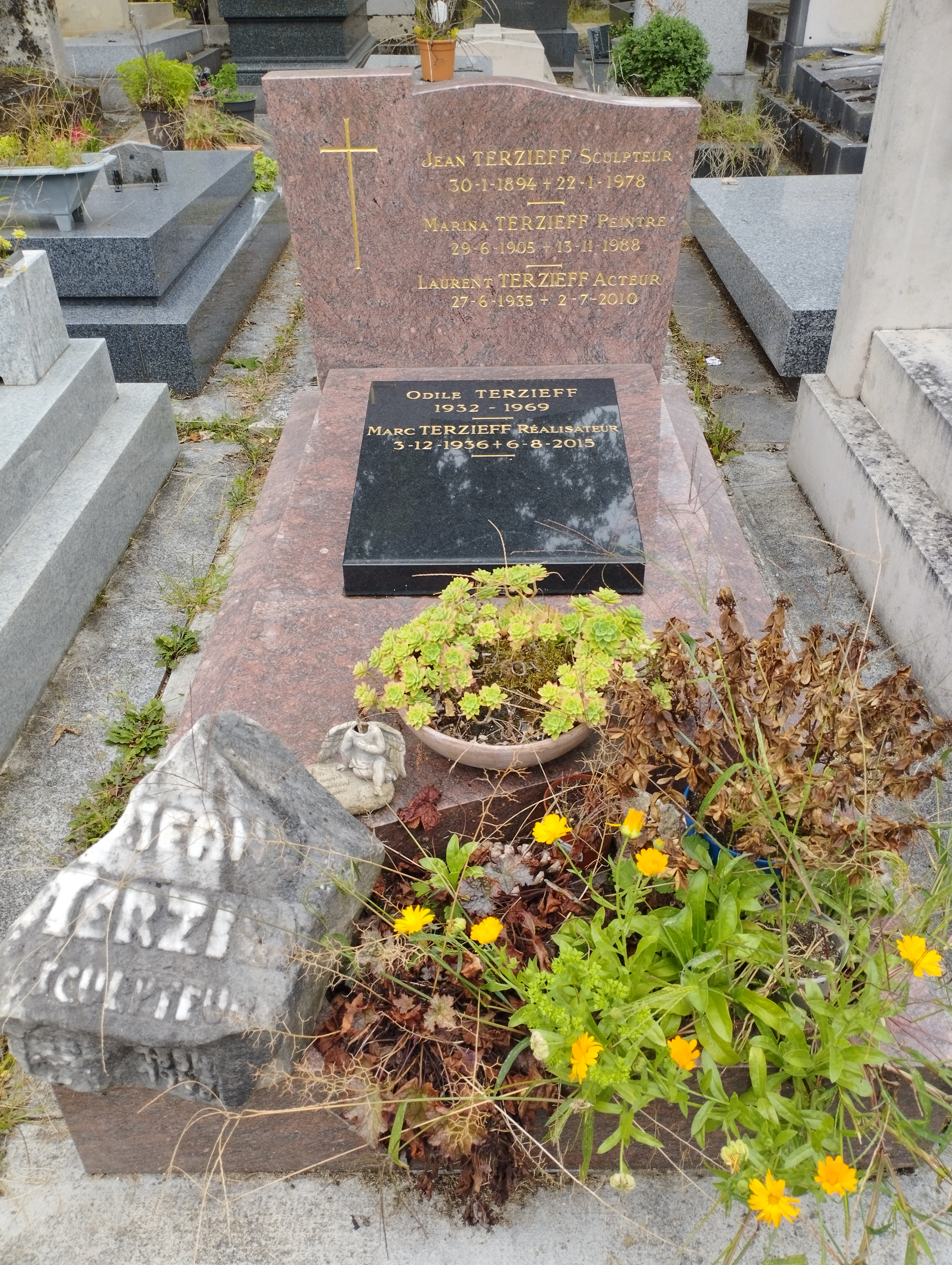
Tombe de Laurent Terzieff au cimetière du Montparnasse (division 11).

Humaniste, Laurent Terzieff signe un appel demandant qu'une délégation du Comité des droits de l'enfant de l'ONU rende visite à un enfant tibétain en résidence surveillée depuis 1995 en Chine, Gedhun Choekyi Nyima, reconnu comme 11e panchen-lama par le 14e dalaï lama.

### Mort
Laurent Terzieff meurt à l'âge de 75 ans le 2 juillet 2010, à l'hôpital de la Salpêtrière de Paris, à la suite de complications pulmonaires, après avoir été souffrant pendant plusieurs semaines. Avant de mourir, il a tourné, malade, dans le film Largo Winch 2.
Il est inhumé, auprès de ses parents, à Paris au cimetière du Montparnasse (division 11).

## Filmographie

### Cinéma
- 1958 : Premier mai de Luis Saslavsky : Maurice
- 1958 : Les Tricheurs de Marcel Carné : Alain
- 1959 : Kapò de Gillo Pontecorvo : Sascha
- 1959 : Araya de Margot Benacerraf et Pierre Seghers : le narrateur
- 1959 : Les Garçons (La notte brava) de Mauro Bolognini : Ruggeretto
- 1959 : Douze Heures d'horloge de Géza von Radványi : Kopetzky
- 1960 : Les Régates de San Francisco de Claude Autant-Lara : Enéo
- 1960 : Le Bois des amants de Claude Autant-Lara : Charles Parisot
- 1961 : La Frontière, court métrage de Jean Cayrol et Claude Durand : voix
- 1961 : Vanina Vanini de Roberto Rossellini : Pietro Missirilli
- 1961 : Tu ne tueras point de Claude Autant-Lara : Jean-François Cordier
- 1962 : Les Culottes rouges d'Alex Joffé : Antoine Rossi, une "culotte rouge"
- 1962 : Les Sept Péchés capitaux La Luxure de Jacques Demy : Bernard
- 1962 : La Dénonciation de Jacques Doniol-Valcroze : le narrateur
- 1962 : Ballade pour un voyou de Jean-Claude Bonnardot : Vincent Vivant
- 1964 : L'Adage court métrage de Dominique Delouche : le narrateur
- 1964 : Mort, où est ta victoire ? de Hervé Bromberger : Thierry Détrerrieux
- 1964 : Le Grain de sable de Pierre Kast : Laurent
- 1965 : L’Affaire Dreyfus court métrage de Jean Vigne : le récitant
- 1966 : Le Horla, court métrage de Jean-Daniel Pollet : le jeune homme
- 1966 : Le Voyage du père de Denys de La Patellière : l'instituteur
- 1967 : Fruits amers (Soledad) de Jacqueline Audry : Alfonso
- 1967 : À cœur joie de Serge Bourguignon : Vincent
- 1968 : Le Révélateur de Philippe Garrel : le père
- 1968 : La Prisonnière d'Henri-Georges Clouzot : Stanislas Hassler
- 1969 : La Voie lactée de Luis Buñuel : Jean
- 1969 : Médée (Medea) de Pier Paolo Pasolini : le Centaure
- 1970 : Ostia de Sergio Citti : Bandiera
- 1971 : Les Gémeaux (Bröder Carl) de Susan Sontag : Carl Noren
- 1974 : Les Hautes Solitudes de Philippe Garrel
- 1975 : Un ange passe de Philippe Garrel
- 1975 : Moïse (Mosè) de Gianfranco De Bosio : Mérenptah
- 1975 : Il pleut sur Santiago de Helvio Soto : Calvé
- 1975 : Jeu de Reginald Gray : Le prêtre
- 1976 : Noces de sang de Souheil Ben Barka : Amrouch
- 1976 : Le Désert des Tartares (Il deserto dei Tartari) de Valerio Zurlini : Amerling
- 1976 : Christophe Colomb de Jean-Paul Carrère
- 1977 : Maladie mortelle de François Weyergans
- 1978 : Voyage au jardin des morts, court-métrage de Philippe Garrel : Georges
- 1978 : Couleur chair de François Weyergans : Michel
- 1979 : Utopia de Iradj Azimi : Julien
- 1981 : La Flambeuse de Rachel Weinberg : Le Chevalier, un joueur
- 1981 : La Dame aux camélias de Mauro Bolognini
- 1985 : La ragazza dei lillà de Flavio Mogherini : Larth
- 1985 : Rouge Baiser de Véra Belmont : Moishe
- 1985 : Détective de Jean-Luc Godard : William Prospero
- 1985 : Diesel de Robert Kramer : Finch
- 1987 : D'Annunzio de Sergio Nasca : Michetti
- 1988 : Don Bosco de Leandro Castellani (it) : Monseigneur Gastaldi
- 1989 : Hiver 54, l'abbé Pierre de Denis Amar : Pierre Brisson
- 1989 : Étoile de Peter Del Monte : Marius Balakin
- 1993 : Germinal de Claude Berri : Souvarine
- 1995 : Fiesta de Pierre Boutron : le père Armendariz
- 1998 : Le Radeau de La Méduse de Iradj Azimi : Théodore Géricault
- 1998 : El pianista de Mario Gas : Doria, le maître
- 1999 : La Guerre dans le Haut Pays de Francis Reusser : Isaïe
- 2000 : Le Manuscrit du prince de Roberto Andò : Mario Pasce à 60 ans
- 2000 : Sulla spiaggia e di là dal molo de Giovanni Fago : Le professeur
- 2001 : Territori d'ombra de Paolo Modugno : Dolbecco
- 2002 : Peau d'Ange de Vincent Pérez : M. Grenier
- 2003 : Rien, voilà l'ordre de Jacques Baratier : Aroulette
- 2004 : Pontormo de Giovanni Fago : L'inquisiteur
- 2005 : Mon petit doigt m'a dit de Pascal Thomas : Maître Anet / M. Sévigné
- 2006 : Tête d'or de Gilles Blanchard : Voix
- 2008 : J'ai toujours rêvé d'être un gangster de Samuel Benchetrit : Émile
- 2009 : Le ombre rosse (it) de Francesco Maselli : le directeur du Monde
- 2010 : Largo Winch 2 de Jérôme Salle : Alexandre Jung

### Télévision
- 1957 : En votre âme et conscience de Jean Prat (série télévisée)
- 1967 : Hedda Gabler de Raymond Rouleau (téléfilm)
- 1968 : Zoo story de Roland Coste (téléfilm)
- 1974 : De vagues herbes jaunes de Josée Dayan (téléfilm) : Cyril Montignac
- 1974 : Beau-François de Roger Kahane (téléfilm) : Beau-François
- 1974 : Moïse (série télévisée) : Pharaon Mérenptah
- 1975 : Bérénice de Raymond Rouleau (téléfilm) : Titus
- 1975 : Les Grands Détectives, d'Alexandre Astruc, épisode : La Lettre volée, (série télévisée) : Augustin Dupin
- 1976 : Christophe Colomb (téléfilm) : Christophe Colomb
- 1982 : L'Apprentissage de la ville de Caroline Huppert (téléfilm) : le philosophe
- 1983 : La Flèche dans le cœur de Giovanni Fago (série télévisée)
- 1993 : Delitti privati de Sergio Martino (série télévisée) : professeur Carlo Mauri
- 2001 : Résurrection des Frères Taviani
- 2010 : La Vénitienne de Saara Saarela (téléfilm) : Lectoure
- 2010 : Quand la guerre sera loin d'Olivier Schatzky : le curé

### Théâtre pour la télévision
Une trilogie pour France 3 réalisation et conception pour la télévision de Stéphane Bertin, tournage en studio France 3 Toulouse et Marseille :
- 1986 : La Guérison américaine de James Saunders avec Pascale de Boysson, Raymond Acquaviva, Francine Walter
- 1995 : Temps contre temps de Ronald Harwood avec Michel Etcheverry, Françoise Bertin, Pascale de Boysson, Vincent de Bouard
- 1998 : Le Bonnet de fou de Luigi Pirandello avec Philippe Laudenbach, Pascale de Boysson, Madeleine Assas, Isabelle Sadoyan

## Théâtre

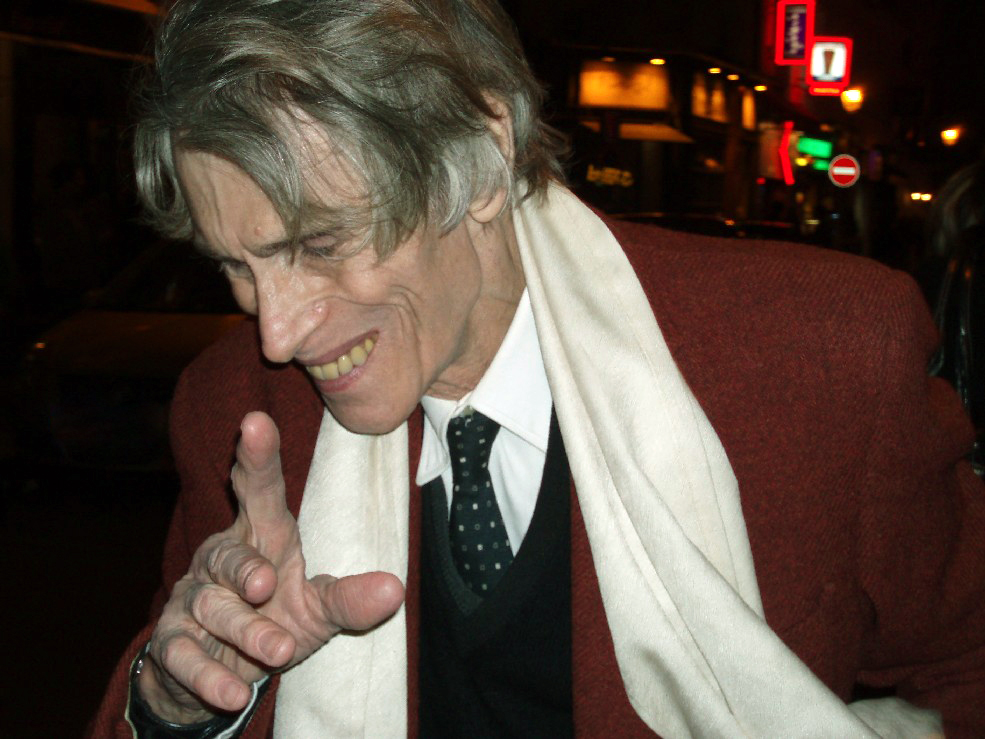
Laurent Terzieff, en 2009, à la sortie du théâtre après une représentation de L'Habilleur de Ronald Harwood. Théâtre Rive Gauche.

- 1953 : Tous contre tous d'Arthur Adamov, mise en scène Jean-Marie Serreau, Théâtre de Babylone
- 1954 : Pour le roi de Prusse de et mise en scène Maurice Bray, Théâtre Hébertot
- 1955 : Le Prince d'Égypte de Christopher Fry, mise en scène Marcelle Tassencourt, Théâtre du Vieux-Colombier
- 1956 : Marée basse de Jean Duvignaud, mise en scène Roger Blin, Théâtre des Noctambules
- 1956 : Hedda Gabler de Henrik Ibsen, mise en scène Guy Suarès, Théâtre Franklin
- 1958 : Lorsque cinq ans seront passés de Federico García Lorca, mise en scène Guy Suarès, Théâtre Récamier
- 1959 : Tête d'or de Paul Claudel, mise en scène Jean-Louis Barrault, Odéon-Théâtre de France
- 1959 : L'Échange de Paul Claudel, mise en scène Guy Suarès, Aix-en-Provence
- 1961 : La Pensée de Leonid Andreïev, mise en scène Laurent Terzieff, Théâtre de Lutèce, Théâtre Hébertot en 1962
- 1962 : L'Échange de Paul Claudel, mise en scène Guy Suarès, Théâtre Hébertot
- 1963 : La Danse du Sergent Musgrave de John Arden, mise en scène Peter Brook, Théâtre de l’Athénée
- 1963 : Les Dactylos de Murray Schisgal, mise en scène avec Maurice Garrel, Théâtre de Lutèce
- 1963 : Le Tigre de Murray Schisgal, mise en scène avec Maurice Garrel, Théâtre de Lutèce
- 1964 : Nicomède de Corneille, mise en scène Roger Mollien, production du Théâtre national populaire, création le 20 juillet 1964 au Festival d'Avignon, Théâtre national de Chaillot
- 1965 : Love de Murray Schisgal, mise en scène Maurice Garrel, Théâtre Montparnasse
- 1965 : Zoo Story d'Edward Albee, mise en scène avec Daniel Emilfork, Théâtre de Lutèce
- 1966 : Hélas, pauvre Fred ! de James Saunders, mise en scène Laurent Terzieff, Théâtre de Lutèce
- 1966 : Zoo Story d'Edward Albee, mise en scène avec Daniel Emilfork, Théâtre de Lutèce
- 1966 : Les Voisins de James Saunders, mise en scène uniquement, Théâtre de Lutèce
- 1967 : Les Choéphores, tragédie de Paul Claudel d'après Eschyle, mise en scène Henri Doublier, musique originale Darius Milhaud, Théâtre des Remparts (Provins)
- 1967 : Tango de Sławomir Mrożek, mise en scène Laurent Terzieff, Théâtre de Lutèce
- 1967 : Triangle d'après James Saunders, mise en scène Laurent Terzieff, Théâtre-Maison de la Culture de Caen, Théâtre du Vieux-Colombier
- 1967 : Jeu d'enfant de Carol Bernstein, mise en scène Laurent Terzieff, Théâtre national de Chaillot
- 1968 : Spectacle de Carol Bernstein, mise en scène Laurent Terzieff, Théâtre national de Chaillot
- 1968 : Fragments de Murray Schisgal, mise en scène Laurent Terzieff, Théâtre du Vieux-Colombier
- 1968 : Les Chinois de Murray Schisgal, mise en scène Laurent Terzieff, Théâtre du Vieux-Colombier
- 1969 : David, la nuit tombe de Bernard Kops, mise en scène Yves Gasc, Comédie de l'Ouest
- 1969 : Zoo Story d'Edward Albee, mise en scène avec Daniel Emilfork, Théâtre du Vieux-Colombier
- 1969 : La Valse des chiens de Leonid Andreïev, adaptation Laurent Terzieff, mise en scène Carlos Wittig, Théâtre du Vieux-Colombier
- 1970 : L'Homme couché de Carlos Semprún, mise en scène Laurent Terzieff, Théâtre du Lucernaire
- 1971 : Ici... maintenant de Claude Mauriac, mise en scène Laurent Terzieff, Théâtre du Lucernaire
- 1971 : L'Indien cherche le bronx et Sucre d'orge d'Israël Horovitz, mise en scène Michel Fagadau, Théâtre de la Gaîté-Montparnasse
- 1972 : David, la nuit tombe de Bernard Kops, mise en scène André Barsacq, Théâtre de l'Atelier
- 1973 : Rubezahl, scènes de Don Juan d'Oscar Venceslas de Lubicz-Milosz, Théâtre du Lucernaire
- 1973 : L'Île pourpre de Mikhaïl Boulgakov, mise en scène Jorge Lavelli, Théâtre de la Ville
- 1974 : Rubezahl, scènes de Don Juan d'Oscar Venceslas de Lubicz-Milosz, Théâtre Montansier
- 1974 : Les Émigrés de Sławomir Mrożek, mise en scène Roger Blin, Théâtre d'Orsay
- 1975 : Christophe Colomb de Paul Claudel, mise en scène Jean-Louis Barrault, Théâtre d'Orsay
- 1975 : A.A., Les Théâtres d'Arthur Adamov, mise en scène Roger Planchon, TNP Villeurbanne
- 1976 : A.A., Les Théâtres d'Arthur Adamov, mise en scène Roger Planchon, Théâtre national de Chaillot
- 1977 : Boîte, Mao, boîte ou Citations de Mao-Tse-Toung d'Edward Albee, mise en scène Laurent Terzieff, Théâtre du Lucernaire
- 1978 : Une heure avec Rainer Maria Rilke d'après Rainer Maria Rilke, mise en scène Laurent Terzieff, Théâtre du Lucernaire
- 1979 : Le Philanthrope de Christopher Hampton, mise en scène Michel Fagadau, Théâtre Montparnasse, Théâtre de Boulogne-Billancourt
- 1979 : Le Pic du bossu de Sławomir Mrożek, mise en scène Laurent Terzieff, Théâtre national de Chaillot
- 1980 : Le Pic du bossu de Sławomir Mrożek, mise en scène Laurent Terzieff, Théâtre Hébertot
- 1980-1981 : Milosz d'après Oscar Venceslas de Lubicz-Milosz, mise en scène Laurent Terzieff, Théâtre du Lucernaire
- 1981 : Les Amis d'Arnold Wesker, mise en scène Yves Gasc, Théâtre du Lucernaire
- 1982 : Dell'inferno de Bernard Pautrat, mise en scène André Engel, Théâtre Gérard-Philipe
- 1982 : L'Ambassade de Sławomir Mrożek, mise en scène Laurent Terzieff, Théâtre Renaud-Barrault
- 1983 : Milosz d'après Oscar Venceslas de Lubicz-Milosz, mise en scène Laurent Terzieff, Théâtre Renaud-Barrault
- 1984 : La Guérison américaine de James Saunders, mise en scène Laurent Terzieff, Théâtre La Bruyère
- 1986 : Témoignages sur Ballybeg de Brian Friel, mise en scène Laurent Terzieff, Théâtre du Lucernaire
- 1987 : À pied de Sławomir Mrożek, mise en scène Laurent Terzieff, Théâtre 13
- 1988 : Ce que voit Fox de James Saunders, mise en scène Laurent Terzieff, Théâtre La Bruyère
- 1989 : Henri IV de Luigi Pirandello, mise en scène Armand Delcampe, Théâtre de l'Atelier
- 1990 : Ce que voit Fox de James Saunders, mise en scène Laurent Terzieff, Théâtre Hébertot
- 1991 : Richard II de William Shakespeare, mise en scène Yves Gasc, Théâtre des Célestins, Théâtre de l'Atelier
- 1993 : Temps contre temps de Ronald Harwood, mise en scène Laurent Terzieff, Théâtre La Bruyère
- 1994 : Temps contre temps de Ronald Harwood, mise en scène Laurent Terzieff, Théâtre des Célestins
- 1995 : Meurtre dans la cathédrale de T. S. Eliot, mise en scène Laurent Terzieff et R. Hermantier
- 1996 : Œdipus Rex d'Igor Stravinsky, mise en scène Bob Wilson, théâtre du Châtelet
- 1997 : Le Bonnet de fou de Luigi Pirandello, mise en scène Laurent Terzieff, Théâtre de l'Athénée,
- 1998 : Le Bonnet de fou de Luigi Pirandello, mise en scène Laurent Terzieff, Théâtre de l'Atelier
- 2000 : Bertolt Brecht, poète de Bertolt Brecht, mise en scène Laurent Terzieff, Maison de la Poésie, Théâtre de la Gaîté-Montparnasse en 2001
- 2000 : Brûlés par la glace de Peter Asmussen, mise en scène Laurent Terzieff, Théâtre 14 Jean-Marie Serreau
- 2001 : Dernières Lettres de Stalingrad de Pliever, mise en scène Laurent Terzieff, Théâtre du Lucernaire
- 2002 : Le Regard de Murray Schisgal, mise en scène Laurent Terzieff, Théâtre Rive Gauche
- 2002 : Moi, de Bertolt Brecht, mise en scène Laurent Terzieff, Théâtre Rive Gauche
- 2003 : Florilège d'Arthur Adamov, Louis Aragon, Blaise Cendrars, Robert Desnos, Johann Wolfgang von Goethe, Heinrich Heine, Friedrich Hölderlin, Pablo Neruda, Edgar Allan Poe et Rainer Maria Rilke, mise en scène Laurent Terzieff, Théâtre du Lucernaire
- 2005 : Molly de Brian Friel, mise en scène Laurent Terzieff, Théâtre de la Gaîté-Montparnasse
- 2006 - 2007 : Mon lit en zinc de David Hare, mise en scène Laurent Terzieff, Théâtre des Champs-Élysées
- 2007- 2008 : Hughie d'Eugene O'Neill, mise en scène Laurent Terzieff, Théâtre du Lucernaire
- 2009 : L'Habilleur de Ronald Harwood, mise en scène Laurent Terzieff, Théâtre Rive Gauche
- 2009 - 2010 : Philoctète de Jean-Pierre Siméon d'après Sophocle, mise en scène Christian Schiaretti, Odéon-Théâtre de l'Europe, TNP Villeurbanne, tournée

## Publications
- Laurent Terzieff et Olivier Schmitt, Laurent Terzieff, entretien, Flammarion, Paris, 2001, 179 p.
- Laurent Terzieff, Marie-Noëlle Tranchant, Seul avec tous, Presses de la Renaissance, coll. « Chemin faisant », octobre 2010, 200 p.  (ISBN 978-2-7509-0628-3)
- Laurent Terzieff, Danièle Sastre, Cahiers de vie, éditions Gallimard, novembre 2011

## Distinctions

### Récompenses et nominations
- Molières :
  - 1988 : Molière du metteur en scène et Molière du théâtre privé pour Ce que voit Fox
  - 1989 : nomination au Molière du comédien pour Henri IV
  - 1993 : Molière du metteur en scène et Molière du théâtre privé pour Temps contre temps
  - 1993 : nomination au Molière du comédien pour Temps contre temps
  - 1998 : nomination au Molière de la meilleure pièce du répertoire pour Le bonnet de fou
  - 2010 : Molière du comédien pour L'Habilleur et Philoctète
  - 2010 : Molière du théâtre privé pour L'Habilleur
- Prix de la jeune critique en 1962
- Prix Gérard Philipe en 1964
- Prix du Syndicat de la critique 1975 : Meilleur comédien pour ses interprétations à la Compagnie Renaud-Barrault dont Christophe Colomb de Paul Claudel
- 1975 : prix Plaisir du théâtre pour Christophe Colomb de Paul Claudel
- 1986 : prix du Brigadier pour Témoignage sur Ballybeg de Brian Friel, Théâtre du Lucernaire et pour l'ensemble de sa carrière
- Grand Prix national du théâtre décerné par le Ministère de la Culture en 1987
- Prix Pirandello (Italie) pour l’interprétation du rôle de Henri IV en 1989
- Prix SACD 2002 : prix Théâtre de la SACD
- Prix Marguerite-Duras 2009 pour l'ensemble de son œuvre.

### Décorations
- Officier de l'ordre national du Mérite
- Commandeur de l'ordre des Arts et des Lettres

### Hommages
- Hommage des Acteurs au cours du dîner de clôture des 4èmes Rencontres européennes des artistes à Cabourg en 2003
- Le théâtre de l'ENSATT porte son nom
- Une place dans le 6e arrondissement de Paris porte son nom (place Laurent-Terzieff-et-Pascale-de-Boysson)[9]
- Le prix Lucernaire Laurent Terzieff-Pascale de Boysson encourage toute création en France d'un texte contemporain et un doté d'une récompense de dix mille euros pour la compagnie lauréate qui pourra être programmé au Théâtre du Lucernaire la saison suivante[10].

### Documentaire
- 1996 : Laurent Terzieff, l'homme secret de Léon Desclozeaux
- 2019 : Le Fantôme de Laurent Terzieff de Jacques Richard